# That's Not How Dreams Are Made
That's Not How Dreams Are Made is een nummer van de Belgische zanger Jasper Steverlinck uit 2017. Het is de eerste single van zijn eerste soloalbum Night Prayer.
"That's Not How Dreams Are Made" is een rusige indierockballad. Steverlink zette het nummer in de zomer van 2017 gratis online. Het nummer won aan populariteit door het tv-programma Die Huis. De plaat bereikte de 29e positie in de Vlaamse Ultratop 50.

## Tracklijst
- Muziekdownload

1. "That's Not How Dreams Are Made" - 3:18